# Anthrax nigricosta
Anthrax nigricosta är en tvåvingeart som först beskrevs av Ignaz Rudolph Schiner 1868.  Anthrax nigricosta ingår i släktet Anthrax och familjen svävflugor. Inga underarter finns listade i Catalogue of Life.